# Батарейка (фильм)
«Батаре́йка» (англ. The Battery, также англ. Ben & Mickey vs. The Dead — «Бен и Мики против мертвецов») — американский независимый малобюджетный художественный фильм 2012 года, драма о выживании двух друзей в зомби-апокалипсисе.

## Сюжет
Два бейсболиста Бен и Микки оказались вместе, когда началось превращение людей в зомби. С тех пор они уже несколько месяцев бродят по Новой Англии, добывая средства к существованию и стараясь не попадаться зомби на глаза. Для Бена это путешествие стало нормой, он предпочитает не останавливаться в заброшенных домах, где может поджидать опасность, и вообще не сидеть долго на одном месте. Для Микки же, напротив, постоянная жизнь на ходу мучительна — он тоскует по своей семье, по бывшей девушке и по обычной жизни в доме, где можно спать на кровати. Микки почти всё время ходит в наушниках и слушает рок-музыку.
Возле одного из домов друзья находят машину и с тех пор часть пути проезжают по небольшим загородным дорогам. Также Микки обнаруживает две портативные рации и проверяет их работу. Друзья случайно попадают на волну, где разговаривают мужчина и женщина, Энни и Фрэнк, при этом становится понятно, что они принадлежат к группе людей, живущих коммуной в защищённом месте. Микки начинает говорить с Энни и Фрэнком, но те реагируют холодно и просят Микки не искать их и не пользоваться этой радиоволной. Однако Микки позже всё равно пытается ещё раз вызвать Энни, и та снова отвечает ему, что их коммуна — это не то, чем может показаться Микки, и что ему лучше не пытаться найти их.
Однажды, обнаружив пустой дом, Микки настаивает на ночёвке в доме. Бен отбирает у него наушники и танцует под музыку вечером, а затем слышит какие-то звуки. Утром Бен кладёт рядом с Микки бейсбольную биту, а затем приводит с улицы молодого зомби и вталкивает его в комнату, где спит Микки. Микки просыпается и вынужден убить первого зомби, чего он ранее избегал делать. После вызванного этим нервного срыва Микки примиряется с Беном, и они продолжают путешествие. На дороге они встречают автомобиль, перегородивший дорогу. Появляется мужчина по имени Джерри, который берёт Микки в заложники, приставляя к его шее нож и требуя дать ему ключи от машины Бена и Микки. Бен обманывает его, и мужчина пытается убежать, но Бен убивает его из пистолета. Приезжает другая машина, откуда выходит женщина и мужчина. Они спрашивают про водителя брошенной машины и, узнав, что он мёртв, одобряют действия Бена. Они собираются уже забрать машину мужчины и уехать, но Микки узнаёт голос женщины и обращается к ней как к Энни. Та стреляет Бену в ногу, отбирает ключи от машины Бена и Микки и бросает их далеко в траву, говоря, что они могут поискать ключи позже и не должны преследовать их. Энни вновь повторяет, что их коммуну запрещается разыскивать. Когда Энни и её спутник уезжают на двух машинах, Микки пыпается найти ключи от машины в траве, но не может этого сделать. Он предлагает продолжить поиски утром.
Однако утром Бен и Микки, проснувшись в машине, обнаруживают, что они окружены десятками зомби, которые царапаются в стёкла машины. Друзья проводят в машине дни и недели, не имея возможности выйти. Их припасы заканчиваются. Раненый Бен убеждает Микки, что тому под силу выбежать из машины и найти ключи, не попавшись медлительным зомби. Наконец, Микки решается на этот шаг и вылезает через верхний люк. Бен пребывает в томительном ожидании. Наконец, Микки возвращается, но оказывается, что он укушен в руку. Бен уговаривает его выйти, но Микки в ужасе отказывается и спрашивает, что ему делать. Бен вынужден пристрелить Микки. Он проводит в машине ещё много дней, связываясь по рации с Энни и обещая ей найти и убить её за то, что по её вине случилось с Микки. Наконец, Бену приходит в голову открыть заднюю дверь машины, чтобы зомби устремились туда, а самому выйти спереди. Хромая, он уходит по дороге, а за ним медленно бредёт толпа зомби.

## В ролях
- Джереми Гарднер — Бен
- Адам Кронхейм — Микки
- Нильс Болле — Джерри
- Алана О’Брайэн — Энни
- Джэми Пантанелла — спутник Энни
- Ларри Фессенден — Фрэнк (голос)

## Создание
Фильм был снят за 15 дней в Коннектикуте с бюджетом 6000 $. Сцены не были расписаны заранее, и режиссёр назвал их снятыми в основном «по наитию». Фильм снят на фотоаппарат Canon EOS 5D mark II и объективы Zeiss.
Премьера фильма состоялась в Колорадо на фестивале фильмов ужасов Telluride Horror Show, позже фильм вышел на различных сервисах «video-on-demand».

## Отзывы
В описании сайта «Вокруг ТВ» отмечается, что «Батарейка» «доказывает, что жанр ужасов очень глубок»: «В кадре мало крови и экшна, однако кинематографическое качество и эмоционально насыщенная атмосфера созданы в правильной манере, чтобы сделать историю отличным примером того, что действительно можно считать ужастиком».
На тематических ресурсах Bloody Disgusting и Dread Central фильм удостоился высоких оценок — 4,5 из 5 баллов. На Rotten Tomatoes фильм получил 80 % одобрения на основе 10 профессиональных отзывов.